# Autaler Kirche

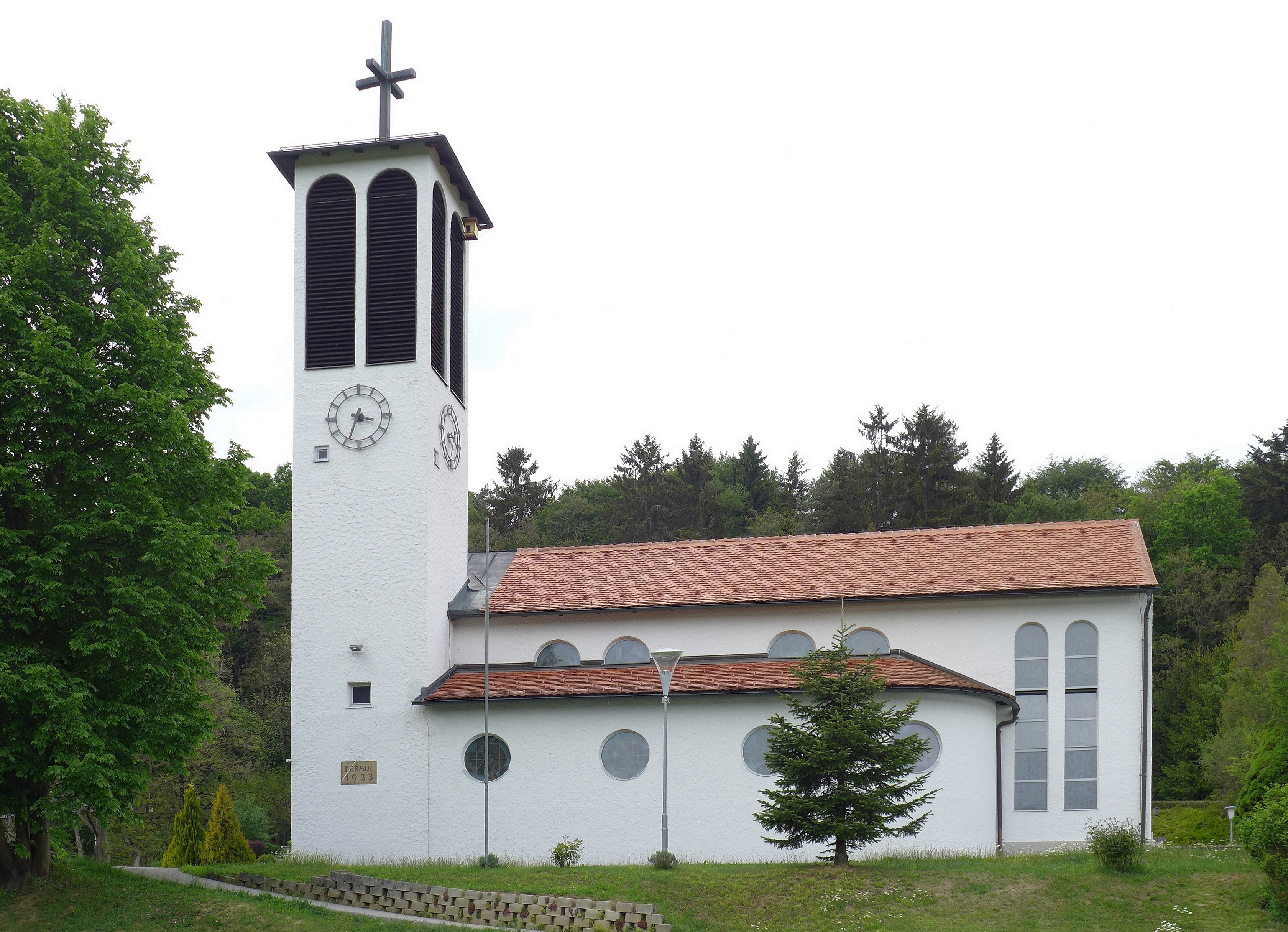
Autaler Kirche zur Hl. Kreuzerhöhung

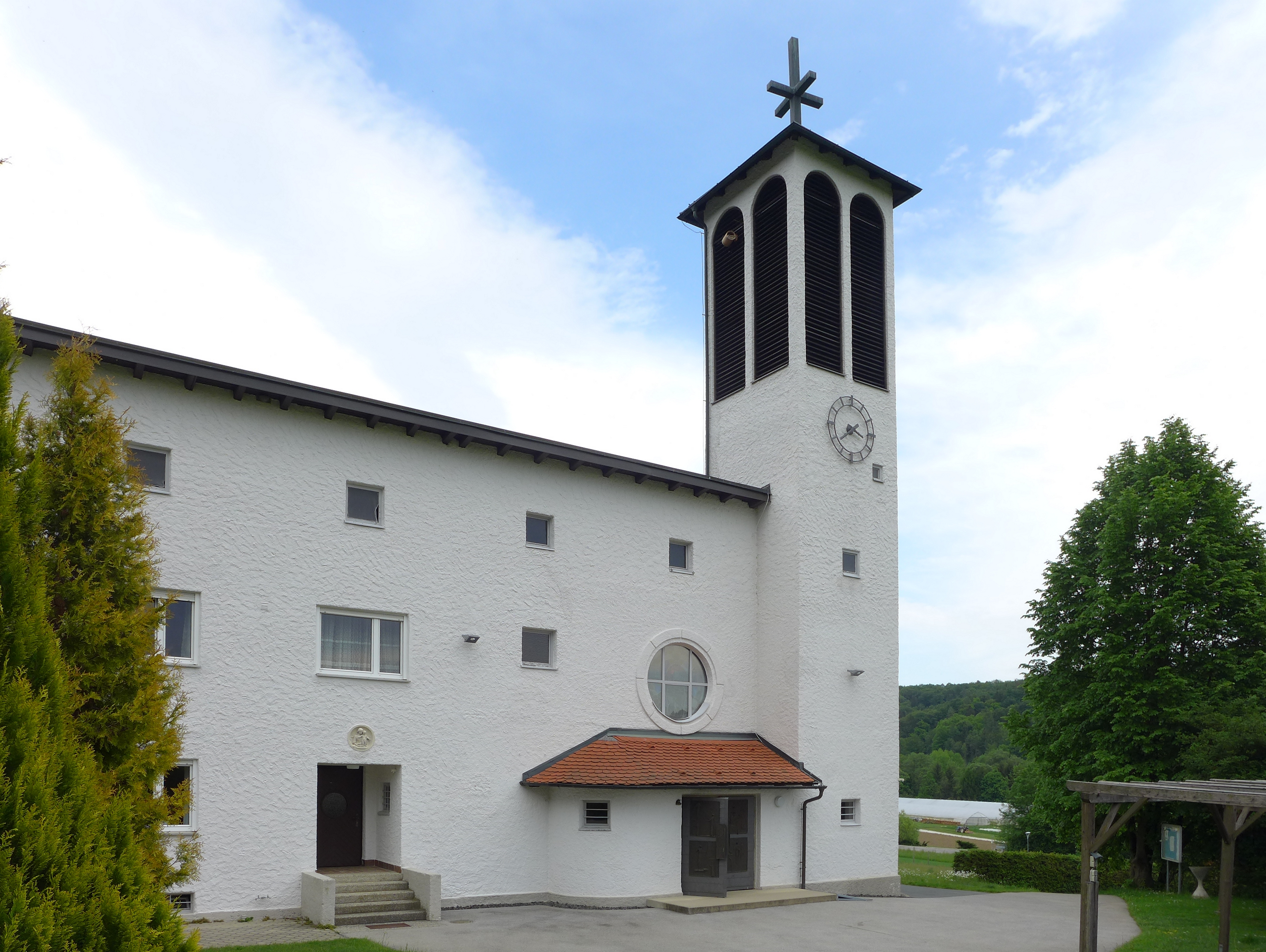
Autaler Kirche mit angeschlossenem Pfarrhof

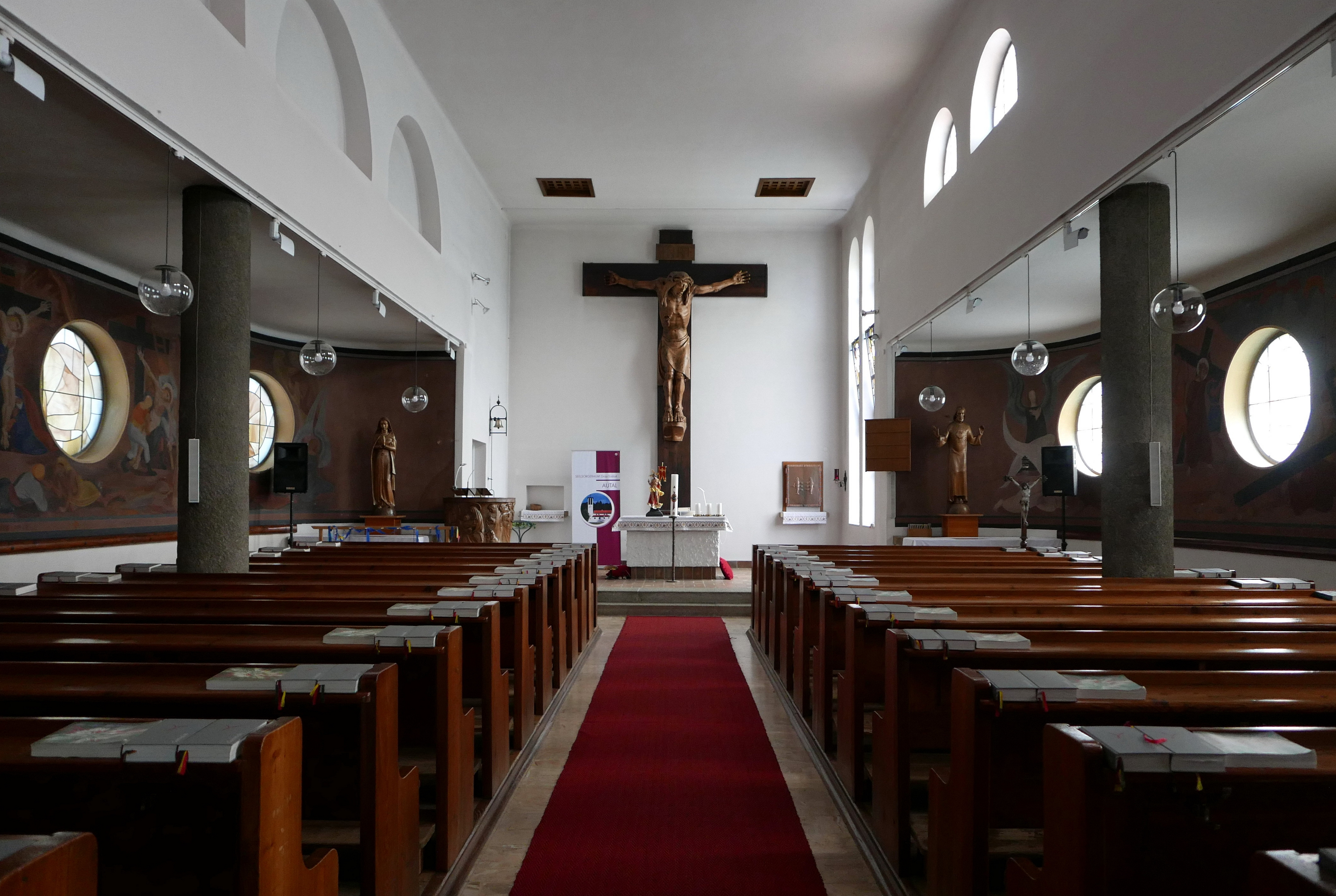
Innenansicht

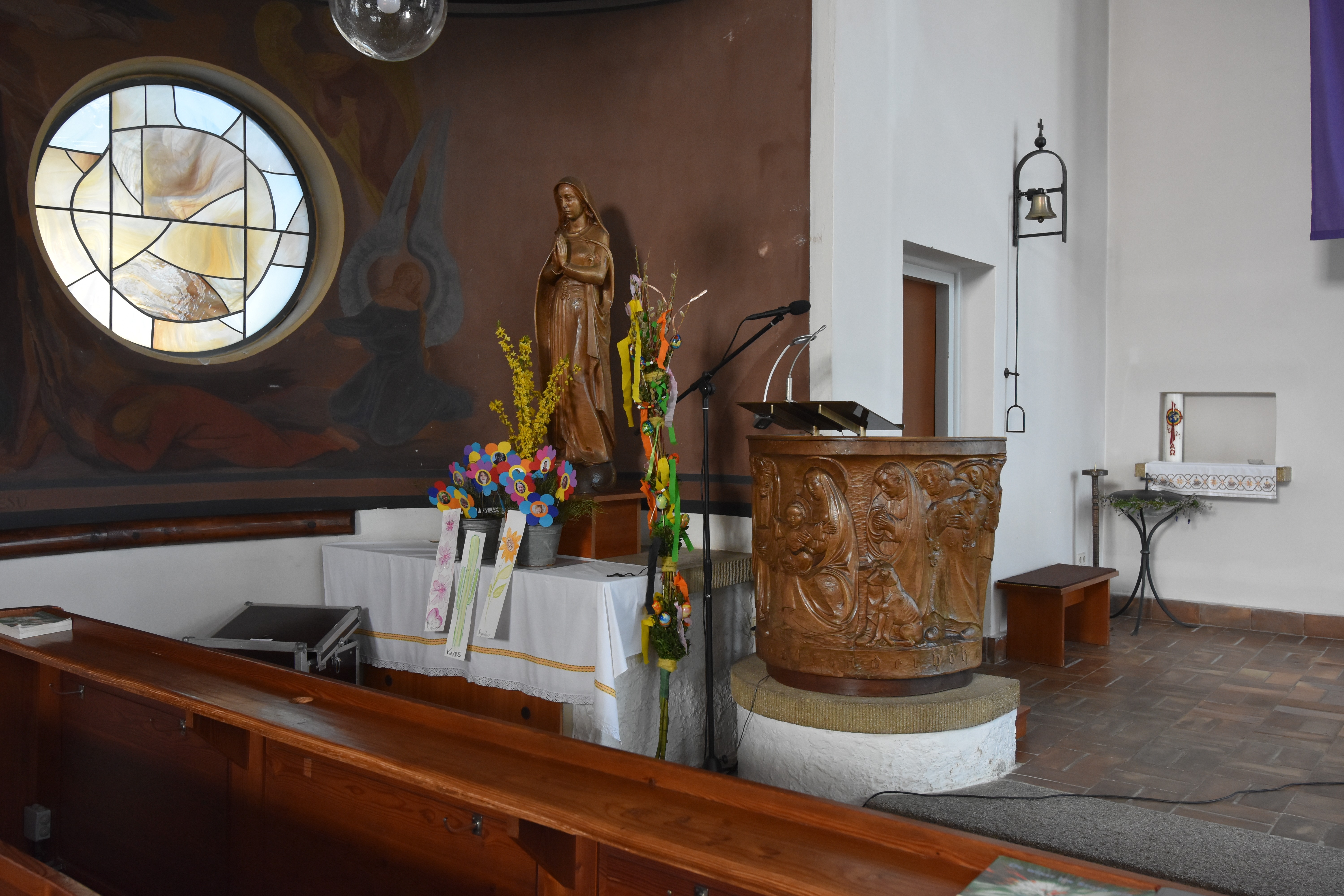
Die geschnitzte Kanzel der Kirche

Die Kirche Hl. Kreuzerhöhung Autal bzw. Stationskaplanei Graz-Autal ist eine römisch-katholische Kirche in Autal in der Gemeinde Laßnitzhöhe nahe Graz, Steiermark. Sie liegt knapp an der Gemeindegrenze zu Hart bei Graz, im Tal des Raababachs. Heute gehört die Kreuzkirche Autal zur Stadtkirche Graz.

## Geschichte
Die Kirche von Laßnitzhöhe-Autal wurde im Jahr 1933 erbaut und im folgenden Jahr dem Patrozinium Hl. Kreuzerhöhung geweiht. Sie ist die einzige Kirche der Zwischenkriegszeit der Oststeiermark und wurde seinerzeit Dollfuß-Kirche genannt. Sie war ursprünglich eine Filialkirche der Pfarre Graz-St. Peter (Dekanat Graz-Süd) und wurde 1946 als Stationskaplanei eingerichtet.

## Baubeschreibung
Das Kirchen- und das Pfarrgebäude wurden nach einem Entwurf des Architekten Fritz Prangl zu einem einheitlichen Baukörper zusammengefügt. Die äußere Erscheinung der Kirche Autal ist schlicht, formal streng und klassisch-modern. Ein rechteckiger Turm dient als markantes Merkmal. Erst 1936/37 wurde der dreigeschoßige Pfarrhof angeschlossen. Im Innenraum befinden sich Wandmalereien mit Passionsdarstellungen vom Fritz Silberbauer. Hans Mauracher gestaltete ein überlebensgroßes Kruzifix am Hochaltar, die Skulpturen der Seitenaltäre und die geschnitzte Kanzel. Beide sind Gründungsmitglieder der Sezession Graz.

Kirche wie Pfarrgebäude stehen unter Denkmalschutz.
Hinter der Pfarrkirche Autal befindet sich ein Waldfriedhof.
Eine Gedenktafel in der Kirche erinnert daran, dass der Militärmusiker Julius Fučík für den Bau der Kirche eine „großzügige Stiftung aus seinem künstlerischen Nachlaß“ widmete.